# Sanarelli-Shwartzman-Reaktion
Die Sanarelli-Shwartzman-Reaktion (oder Shwartzman-Reaktion) ist eine seltene Reaktion des Körpers auf Endotoxine mit Thrombosen in den betroffenen Geweben.
Es kann zu einem Schock (Toxisches Schocksyndrom) und zur Nekrose der Nebennierenrinde kommen.
Synonyme sind: Ebbi-Shwartzman-Phänomen; generalisiertes Shwartzman-Phänomen; (SSP); englisch Shwartzman reaction; Shwartzman Phenomenon; Shwartzman-Sanarelli-Reaktion
Die Erstbeschreibung der generalisierten Form stammt aus dem Jahre 1924 durch den italienischen Forscher Giuseppe Sanarelli und der umschriebenen Form aus dem Jahre 1928 durch Gregory Shwartzman.
Dabei handelte es sich um experimentelle Untersuchungen mit intravenöser bzw. intradermaler Injektion steriler Filtrate hauptsächlich gramnegativer Bakterien im Tierversuch. Bei zweimaliger Injektion innerhalb von 12–72 Stunden kam es (lokal) zu Hautnekrosen oder (systemisch) zu Schockreaktionen.
Beim Menschen können derartige Reaktionen beispielsweise auftreten als:
- Waterhouse-Friderichsen-Syndrom
- Purpura fulminans
- Thrombotisch-thrombozytopenische Purpura (TTP)
- Hämolytisch-urämisches Syndrom (HUS)
- Septischer Abort
- Amnioninfektionssyndrom
- Septikämie nach Schwangerschaftsabbruch[10]

## Verbreitung
Diese Reaktion gilt als sehr selten beim Menschen. Meist handelt es sich um septischen Abort und Meningokokkensepsis.

## Klinische Erscheinungen
Klinische Kriterien sind:
- akut einsetzende hochfieberhafte Erkrankung
- hämorrhagische Diathese
- Kreislaufkollaps meist innerhalb der ersten 24 Stunden oft mit Todesfolge
- Ablagerung von Fibringerinnseln in den Gefäßen verschiedenster Organe